# Muhammad al-Chuli

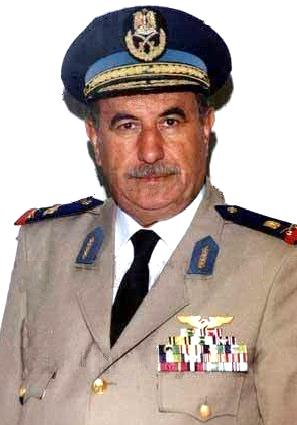

Muhammad al-Chuli (ur. 1937 w Bajt Jaszut) – syryjski wojskowy, pierwszy dyrektor Wywiadu Sił Powietrznych, jednej z czterech agencji wywiadu w Syrii pod rządami partii Baas.

## Życiorys
Muhammad al-Chuli jest alawitą z konfederacji rodowo-plemiennej Haddadinów. Jego ojciec był alawickim szejkiem. Przed 1963, gdy partia Baas przejęła władzę w Syrii drogą wojskowego zamachu stanu, nie był jej członkiem, ani nawet sympatykiem. Rok po przewrocie został zastępcą dowódcy syryjskiego lotnictwa. W 1970, po kolejnym zamachu stanu i przejęciu władzy przez Hafiza al-Asada (Ruch Korygujący), został szefem Wywiadu Sił Powietrznych. Odegrał pierwszoplanową rolę podczas przewrotu al-Asada. Był zaufanym doradcą al-Asada; siedziba kierowanej przez niego agencji znajdowała się w pałacu prezydenckim w Damaszku.
Al-Chuli został zdymisjonowany po nieudanym zamachu zorganizowanym przez podległą mu agencję na samolot linii El Al na lotnisku Heathrow w 1986. Pozostał jednak doradcą prezydenta al-Asada, a jego następca gen. Ibrahim Huwajdżi był wskazanym przez niego alawitą z tej samej konfederacji plemienno-rodowej. Według niektórych źródeł al-Chuli przekonywał al-Asada, by opierał on swoje rządy wyłącznie na alawitach i tylko ich dopuszczał do ścisłej elity władzy. W 1994 al-Chuli stanął na czele syryjskich sił powietrznych. W 1999 odszedł na emeryturę.